# Honky Château
Honky Château è il settimo album dell'artista britannico Elton John (il quinto in studio), pubblicato il 19 maggio 1972. La rivista Rolling Stone nel 2012 l'ha inserito al 359º posto della sua lista dei 500 migliori album.

## Il disco
Fu il primo LP di Elton ad essere registrato all'estero (precisamente allo Château d'Hérouville, in Francia, a poca distanza da Parigi) e rappresenta una svolta stilistica: John effettua un cambio di rotta verso un rock più leggero e meno sofisticato, anche se di grandissima qualità: vengono abbandonati gli ingegnosi e stentorei arrangiamenti di Paul Buckmaster e anche i quotati session men degli album precedenti sono rimpiazzati dalla Elton John Band (Dee Murray al basso, Nigel Olsson alla batteria e Davey Johnstone alla chitarra, al mandolino e al banjo). Sono però utilizzati anche altri musicisti, quali per esempio la nota celebrità del jazz Jean - Luc Ponty (che collaborò con artisti come Frank Zappa), Legs Larry Smith (batterista dell'eccentrica Bonzo Dog Doo - Dah Band), David Hentschel, Ray Cooper (alle percussioni) e alcuni cantanti di sottofondo (molto evidenti in Salvation), oltre a una sezione di fiati, suonati da artisti francesi. Il risultato è un album di altissimo livello nel panorama musicale, avente due singoli ormai divenuti dei classici: Rocket Man (I Think It's Going To Be A Long, Long Time) e Honky Cat.

## Il grande successo
Distribuito nel maggio del 1972, aprì la strada a grandi produzioni come Don't Shoot Me I'm Only the Piano Player, Goodbye Yellow Brick Road e Captain Fantastic and the Brown Dirt Cowboy: fu il primo disco di Elton a raggiungere la vetta della classifica statunitense, rimanendo in prima posizione per cinque settimane; fu inoltre il suo primo LP a rimanere per oltre un anno nella Top 200 della classifica degli album 'Billboard'. Nel Regno Unito, fu il primo album della rockstar a raggiungere la Top 3.
I due singoli estratti ebbero un successo altrettanto grandioso: Rocket Man (inserita peraltro dalla rivista Rolling Stone al 242º posto nella classifica delle 500 migliori canzoni di tutti i tempi) fece conoscere John al mondo intero e raggiunse la Top 3 inglese, mentre Honky Cat riuscì a classificarsi nella Top 30. Entrambi i brani raggiunsero la Top 10 negli Stati Uniti.
Nel 1995 è stata pubblicata la ristampa rimasterizzata di Honky Château, contenente una sola traccia bonus, una versione alternativa "accelerata" di Slave.

## Brani
Musiche di Elton John,testi di Bernie Taupin.
1. Honky Cat – 5:13
2. Mellow - 5:32
3. I Think I'm Going to Kill Myself – 3:35
4. Susie (Dramas) – 3:25
5. Rocket Man (I Think It's Going To Be A Long, Long Time) – 4:41
6. Salvation – 3:58
7. Slave – 4:22
8. Amy – 4:03
9. Mona Lisas and Mad Hatters – 5:00
10. Hercules – 5:20

## Classifiche
Album
| Anno | Classifica            | Posizione |
| ---- | --------------------- | --------- |
| 1972 | Official Albums Chart | 2         |
| 1972 | Billboard Pop Albums  | 1         |
| 1972 | Canada                | 3         |
| 1972 | Australia             | 4         |
| 1972 | Italia                | 5         |
| 1972 | Norvegia              | 8         |
| 1972 | Olanda                | 9         |

Singoli
| Anno | Singolo    | Classifica                   | Posizione |
| ---- | ---------- | ---------------------------- | --------- |
| 1972 | Honky Cat  | UK Singles Chart             | 31        |
| 1972 | Honky Cat  | Billboard Adult Contemporary | 6         |
| 1972 | Honky Cat  | Billboard Pop Singles        | 8         |
| 1972 | Rocket Man | UK Singles Chart             | 2         |
| 1972 | Rocket Man | Billboard Pop Singles        | 6         |

## Formazione
- Elton John: voce, pianoforte, organo Hammond
- Nigel Olsson: batteria, congas, cori
- Ray Cooper: congas
- Dee Murray: basso, cori
- Davey Johnstone: chitarra, cori, banjo, mandolino
- David Hentschel: sintetizzatore
- Gus Dudgeon: fischio, cori
- Jean-Luc Ponty: violino
- Ivan Julien: tromba
- Jacques Bolognesi: trombone
- Jean-Louis Chautemps: sax
- Alain Hatot: sax
- Madeline Bell, Liza Strike, Larry Steel, Tony Hazzard: cori